# ام دي كي (لعبة فيديو)
ام دي كي هي لعبة فيديو تصويب من منظور شخص ثالث عام 1997 تم تطويرها بواسطة مايكروسوفت ويندوز .